# پوتوس (نمایش کمدی)
پوتوس (انگلیسی: Putous، با نام بین‌المللی Comedy Combat) یک برنامه تلویزیونی نمایش کمدی طرح‌دار فنلاندی است. اولین پخش آن در ۹ ژانویه ۲۰۱۰ بود و در حال حاضر فصل هفدهم آن در حال پخش است.